# اینهارپ
اینهارپ (به فرانسوی: Ainharp) یک کمون در فرانسه است که در Canton of Mauléon-Licharre واقع شده‌است.

## خصوصیات
اینهارپ ۱۴٫۰۷ کیلومترمربع مساحت و ۱۴۷ نفر جمعیت دارد و ۱۹۹ متر بالاتر از سطح دریا واقع شده‌است.